# کیم میونگ-هوی
کیم میونگ-هوی (انگلیسی: Kim Myung-hwi؛ زادهٔ ۸ مهٔ ۱۹۸۱) بازیکن فوتبال اهل کره جنوبی است.
از باشگاه‌هایی که در آن بازی کرده‌است می‌توان به باشگاه فوتبال سئونگنام، باشگاه فوتبال جف یونایتد ایچیهارا چیبا، و باشگاه فوتبال ساگان توسو اشاره کرد.